# André Lemonnier (amiral)
Pour les articles homonymes, voir André Lemonnier.
André-Georges Lemonnier, né le 24 février 1896 à Guingamp (Côtes du Nord, aujourd'hui Côtes-d'Armor), mort le 30 mai 1963 à La Glacerie (Manche), est un amiral français qui combattit pendant la Première et la Seconde Guerre mondiale. Il a été Chef d'état-major général de la Marine de 1943 à 1950, puis a exercé des responsabilités importantes au sein du commandement Centre Europe de l'OTAN.

## Biographie

### Première Guerre mondiale et entre deux guerres
À sa sortie du collège Saint-Charles de Saint-Brieuc, aujourd'hui également lycée et collège, en classe préparatoire à la Marine marchande, il entre en 1913, à 17 ans, à l'École navale dont il sort major. Pendant la Première Guerre mondiale, il est embarqué sur le croiseur cuirassé Gloire puis en 1915 sur le croiseur cuirassé Jeanne d'Arc et aux Dardanelles sur le cuirassé pré-dreadnought Patrie. Promu enseigne de vaisseau de deuxième classe en 1916, puis enseigne de vaisseau de première classe en 1917, il navigue sur l'avisos Andromède où il est officier en second puis à bord de la Ville d'Ys. Il embarque ensuite sur le sous-marin Archimède En 1929, il suit les cours de l'École de guerre dont il sort là aussi major de sa promotion. Il est nommé capitaine de frégate en 1933 et commande alors le contre-torpilleur Le Malin.

### Seconde Guerre mondiale
Nommé capitaine de vaisseau, en février 1939,
André Lemonnier, commande les batteries de canonniers de la marine devant Paris puis sur les côtes de la Manche, à Dieppe et dans le Calvados, lors de l'offensive allemande de 1940.

#### Commandant duGeorges Leygues(1940-41)
Après l'armistice, André Lemonnier reste fidèle au gouvernement de Vichy. Il commande le croiseur Georges Leygues qui porte la marque du contre-amiral Bourragué commandant de la 4e Division de Croiseurs au sein des Forces de Haute Mer, qui comprend les unités les plus modernes et les plus puissantes de  marine de Vichy basé à Toulon.
En septembre 1940, après que les Forces françaises libres aient pris le contrôle du Cameroun et des colonies de l'Afrique-Équatoriale française, à l'exception du Gabon, une escadre, la Force Y, dont le Georges Leygues est le navire amiral, reçoit l'ordre de gagner Libreville (Gabon). Mais si cette escadre passe sans encombre dans l'Atlantique, elle ne peut pas aller au delà de Dakar,. Le contre-amiral Lemonnier y a alors participé à la défense de Dakar, en septembre 1940, contre une Force M (pour Menace) composée de forces britanniques et de Forces navales françaises libres aux ordres du général de Gaulle.
L'importance des moyens engagés dans la Force M (deux cuirassés anciens, un porte-avions à l'aviation embarquée, trois croiseurs lourds, deux croiseurs légers, quelques destroyers et avisos, une brigade et demie d'infanterie) s'est révélée insuffisante pour venir à bout d'une base navale, bien défendue par quatre batteries côtières mettant en œuvre une artillerie de 240 mm ancienne mais précise, disposant d'une aviation de chasse basée à terre, de trois sous-marins, et d'un cuirassé en l'état de batterie flottante, avec le renfort de deux croiseurs légers, trois grands contre-torpilleurs et un torpilleur, tous récents,.
Après un passage à l'état-major de la Défense à Vichy en 1941, le capitaine de vaisseau Lemonnier rejoint Alger où il est nommé contre-amiral en novembre 1942 peu après le débarquement allié en Afrique du Nord.

#### Chef d'état-major général de la Marine (1943-1950)
Après le ralliement des forces françaises d'Afrique du Nord aux Alliés, alors qu'il est chargé de relancer l'activité de la marine marchande française, il est nommé le 18 juillet 1943, chef d'état-major général de la Marine. À ce titre, il lui revient d'unir sous la même autorité, les Forces maritimes d'Afrique restées aux ordres du régime de Vichy de 1940 à 1942 et les Forces navales françaises basées en Grande-Bretagne, constituées très largement à partir des FNFL. Mais le fossé est profond, provoqué par l'opinion détestable des uns à l'égard des autres, de leurs divergences dans l'action, voire de leurs affrontements, pendant trois ans. La fusion se fera mais dans les esprits, les choses ne vont évoluer que lentement,.
Le principe de l'aide des États-Unis ayant été acté dès la conférence d'Anfa, plusieurs grands bâtiments, qui avaient souffert de leur relative inactivité depuis 1940, le Richelieu, les croiseurs Georges Leygues, Montcalm, Gloire, et les contre-torpilleurs de la classe Le Fantasque qui, pour la plupart d'entre eux, ont participé à la bataille de Dakar, bénéficient, dès le début de 1943, d'une modernisation dans des arsenaux américains, en ce qui concerne l'artillerie anti-aérienne mais aussi les moyens de détection, radars et sonars, qui leur faisaient cruellement defaut. Ils constituent dès lors le noyau dur de ce qui reste de la flotte. Dans le cours de 1943, le ralliement de la Force X qui s'était trouvée internée à Alexandrie ou des bâtiments immobilisés aux Antilles depuis 1940, ne concernent que des navires plus anciens, (Duguay-Trouin, Duquesne, Tourville, Suffren, Jeanne d'Arc), et certains “hors d'âge” (Lorraine, Béarn). Leur remise à niveau fut plus succincte. Globalement, cette  modernisation n'a pas été aussi complète que le souhaitaient les nouvelles autorités françaises, en particulier en ce qui concernait les cuirassés et les porte-avions, avec le refus d'achever le Jean Bart en cuirassé hybride de porte-avions. La raison principale était que les difficultés de ce travail pour les arsenaux américains s'appliquaient à une flotte française dont le poids au sein des forces alliées avait beaucoup diminué  après le sabordage de Toulon et l'énorme  effort de construction des marines anglo-saxonnes, en plein développement.

##### La Libération de la Corse
Après que le sous-marin Casabianca ait effectué une série de missions secrètes pour armer la résistance en Corse, l'amiral Lemonnier organise, en septembre 1943, à l'instigation du général Giraud, le soutien par la Marine française du débarquement qui aboutira à la libération du premier département français métropolitain, sans le concours des forces anglo-américaines engagées dans les débarquements en Italie continentale. Y auront participé, en particulier, outre le Casabianca, les croiseurs Montcalm et Jeanne d'Arc, et les contre torpilleurs Le Fantasque et Le Terrible, reclassés « croiseurs légers », les torpilleurs Forbin et Fortuné.
Au terme de sa modenisation aux États-Unis, le Richelieu devait opérer en Méditerranée, mais à la suite de la capitulation italienne, il a été jugé plus utile de lui faire rallier la Home Fleet à Scapa Flow. Mais n'ayant pas été doté d'une direction de tir par radar, il n'a pas pu participer à la bataille du cap Nord où a été coulé le Scharnhorst.
Au cours de l'hiver 1943-1944, les croiseurs Duguay-Trouin, Gloire, Émile Bertin, et les croiseurs légers Le Fantasque et Le Terrible ont participé à l'escorte des convois entre Alger et Naples, qui ont permis au Corps expéditionnaire français du général Juin de prendre pied en Italie. Les croiseurs légers, constitués en 10e D.C.L., ont effectué également des 
“raids”, en Méditerranée occidentale, et en Adriatique.
Au premier trimestre 1944, les croiseurs Gloire et  Duguay-Trouin, ont effectué des bombardements côtiers, notamment dans le golfe de Gaète en appui des forces terrestres alliées qui piétinaient devant la “ligne Gustav”. Les croiseurs Georges Leygues et Montcalm, rentrés à Dakar, ont repris la chasse aux forceurs de blocus allemands, dans l'Atlantique central.
En Écosse, à partir de septembre 1943, six frégates de la classe River ont renforcé au sein des Forces Navales de Grande-Bretagne les six corvettes restantes de la classe Flower. Avec des équipages qui ont pour la plupart combattu avec les FNFL, elles vont participer à l'escorte des convois pendant la préparation de l'opération Overlord.

##### Le débarquement de Normandie
Au départ, les Alliés n'envisageaient la participation que d'unités françaises légères. L'utilisation du cuirassé Richelieu pour les bombardements côtiers lors du débarquement prévu en France n'avait pas été retenue, bien que les Britanniques l'eussent doté d'une direction de tir par radar efficace, car il n'avait en dotation que des obus de gros calibre dits « de perforation », et pas d'obus explosifs adaptés  à l'action contre la terre. Aussi, en mars, le cuirassé était-il parti rejoindre l'Eastern Fleet britannique dans l'océan Indien.
Le contre-amiral Lemonnier, qui s'est attaché  à la participation de la Marine française au débarquement de Normandie, obtint alors la participation au combat des deux croiseurs Georges Leygues et Montcalm, tandis que le Duquesne servirait de soutien logistique. Ainsi, la participation au débarquement des forces navales françaises prit des formes différentes. Certains bâtiments apportèrent un soutien direct à l'assaut, par leur feu, tels les deux croiseurs de la classe La Galissonnière précédemment cités, au sein de la Western Task Force américaine devant Omaha Beach, ou le torpilleur La Combattante (CC Patou), plus à l'est au sein de l'Eastern Task Force britannique. Le vieux cuirassé Courbet, quant à lui, a été sacrifié en vue de  l'établissement d'un abri artificiel. En escortant les convois de débarquement ou de renfort, les frégates françaises Surprise (CC Levasseur), Aventure (CF Querville) et Escarmouche (CC de Lesquen), les corvettes Aconit  (LV Le Millier), Renoncule (LV Mithois), Roselys (CF Kolb Bernard) et D'Estienne d'Orves (LV Sabouret) et les chasseurs 10, 11. 12, 13, 14, 15 et 41, ont assuré une protection efficace des liberty ships, cargos ou bâtiments de débarquement, entre leur port d'attache et un point déterminé de la côte française : Aconit, Renoncule vers Utah Beach, Escarmouche, Aventure, Roselys vers Omaha Beach, Surprise, Découverte, D'Estienne d'Orves vers Gold Beach. Deux divisions de dragueurs ont ouvert des chenaux devant Arromanches. Pour la 23e flottille de MTB (CC Auvynet, dit Meurville), le débarquement se marque par une recrudescence des actions offensives menées depuis deux ans contre le trafic côtier ennemi. Les MTB assurent pendant toute cette période leurs reconnaissances offensives en Manche. Dans la nuit du 10 au 11 juin, ils eurent un engagement assez dur contre trois bâtiments légers au large de Guernesey. Le M.T.B. 98 parvint à mettre une torpille au but, mais subit quelques dommages, et son commandant (EV Lagersie) fut blessé en même temps qu'un autre officier,, .

##### Le débarquement de Provence
Le contre-amiral Lemonnier va s'impliquer également dans la préparation  du débarquement de Provence. Le débarquement a lieu le 15 août 1944 à l'est des Salins d'Hyères, hors de portée de la batterie côtière du cap Cépet, qui protège, depuis la presqu'île de Saint-Mandrier, l'entrée de la rade de Toulon. Le jour du débarquement, l'amiral Lemonnier est à bord du navire amiral de l'amiral Hewitt, commandant en chef des forces navales, aux côtés du Secrétaire américain à la Marine, James Forrestal, et du général Patch, commandant des forces terrestres. Le cuirassé Lorraine a participé aux tirs contre la batterie de Cépet que les Allemands ont rééquipée (mise en service en 1930-31, elle a été désarmée en 1940 avec des canons de 340 mm récupérés sur l'épave du cuirassé Provence)), et les  croiseurs Duquesne et Émile Bertin vont couvrir la progression des troupes du général de Lattre vers Toulon. Le 13 septembre, le contre-amiral Lemonnier a sa marque sur le Georges Leygues, qui rentre à Toulon, quatre ans après en être parti, sous son commandement,. Il est à bord du Richelieu, lorsque le cuirassé mouille à Toulon, le 1er octobre,.
André Lemonnier est promu vice-amiral dans les derniers jours de 1944.
Jusqu'en 1945, la marine française  va participer à la Flank force devant la riviera du Ponant italienne, et à la réduction des poches allemandes sur la côte atlantique.

### Après guerre
Après la guerre, André Lemonnier conserve son poste de chef d'état-major de la marine jusqu'en 1950. Cette durée d'exercice de cette fonction aura été exceptionnelle à cette époque. La priorité s'est d'abord portée sur la reconstruction des bases navales (Brest, Toulon, Cherbourg) qui ont été dévastées. En 1946, l'Amirauté prend la décision très conversée d'achever le cuirassé Jean Bart en un second Richelieu, pour lequel l'établissement de Ruelle va fondre neuf canons de 380 mm. Le Royaume-Uni loue à la France le porte-avions léger Colossus qui rejoint la Flotte française sous le nom d'Arromanches, et la coque du croiseur De Grasse inachevé à Lorient est mise à l'eau. Au titre des dommages de guerre, l'Italie remet en 1947  à la France deux croiseurs légers de la classe Capitani Romani qui deviendront les premiers “escorteurs d'escadre”. Mais au cours de cet immédiat après-guerre, ni l'opinion, ni  les milieux politiques, ni les chefs militaires des autres armées ne sont prêts à soutenir l'effort à long terme de la reconstitution d'une marine équilibrée. Les propositions de statut naval (c'est-à-dire  de plan à long terme pour les constructions de navires de guerre) émanant du Conseil supérieur de la Marine resteront lettre morte. Ce n'est qu'après 1950 que sera lancée la construction des escorteurs d'escadre du type T47 (la classe Surcouf) et des escorteurs rapides du type E50 (la classe Le Normand), et engagée la constitution d'une aéronautique navale et d'une force de sous-marins modernes.
Entre 1951 et 1956, le vice-amiral d'escadre Lemonnier (il avait été nommé à ce grade en 1949) est l'adjoint naval du commandant en chef des forces alliées en Europe au SHAPE, le centre de commandement de l'OTAN en Europe, alors installé en forêt de Marly dans l'Ouest parisien. Dans ce cadre, il contribue à créer le collège de défense de l'OTAN — ou « collège NATO » —, dont il assure la direction. À cette époque Pierre Baudoin, chef du cabinet militaire de Louis Jacquinot et collègue de Georges Pâques, se rapporte à lui. Son supérieur hiérarchique en 1951 et 1952 est le général  Eisenhower, ancien  chef suprême des Forces alliées en Europe, pendant la Seconde Guerre mondiale et futur président des États-Unis, puis en 1952 et 1953, le général  Ridgway, qui commandait la 82e Airborne parachutée en Normandie le Jour J, enfin le général Gruenther.
André Lemonnier a reçu les rang et appellation d'amiral en décembre 1952.
Il prend sa retraite en mai 1956. Il est ensuite secrétaire perpétuel de l'Académie de marine.

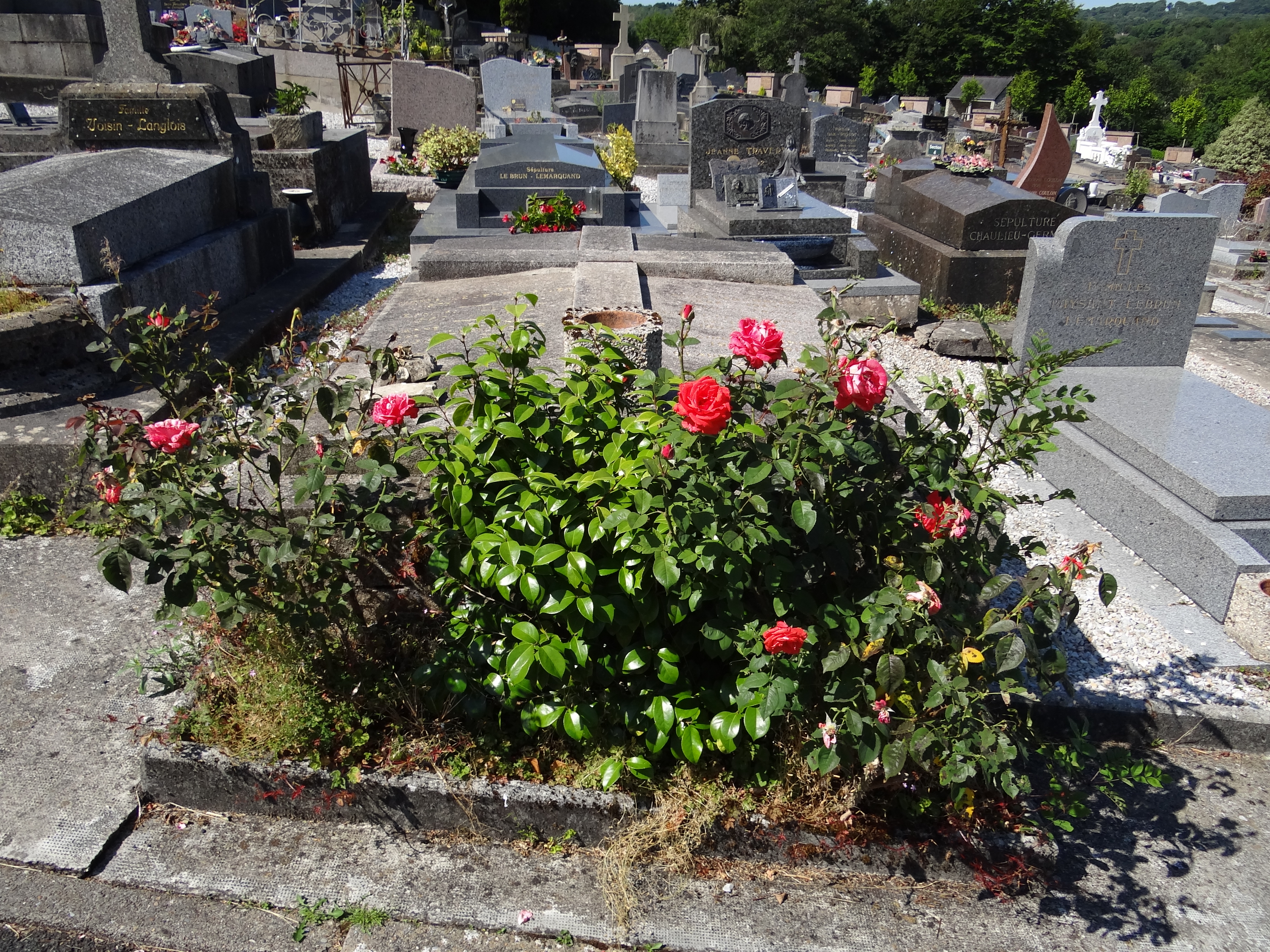
La tombe d'André Lemonnier au cimetière de La Glacerie à Cherbourg-Octeville (Manche).

Il meurt en 1963 à l'âge de 67 ans à La Glacerie (intégrée à Cherbourg-en-Cotentin depuis 2016) dans la Manche où il est inhumé.
Une avenue de cette ville et une autre à Marly-le-Roi portent désormais son nom.

## Décorations
- Grand-croix de la Légion d'honneur (5 septembre 1950)[35]
- Croix de guerre 1914-1918 (deux citations)
- Croix de guerre 1939-1945 (trois citations)
- Commandeur de l'ordre du Mérite maritime
- Médaille coloniale
- Médaille commémorative de Syrie-Cilicie
- Médaille commémorative du Maroc
- Grand cordon de l'ordre du Ouissam alaouite
- Grand officier de l'ordre de la Couronne avec palme
- Commandeur de la Legion of Merit
- Commandeur de 1re classe de l'ordre du Dannebrog
- Ordre du Bain
- Croix de guerre
- Purple Heart (États-Unis)

## Sources

### Œuvres
- Les cent jours de Normandie, éd. France-Empire, 1961
- Croiseurs en action, éd. France-Empire, 1959
- Cap sur la Provence, éd. France-Empire, 1954
- Paisible Normandie, éd. La Colombe, 1954 - Prix Eugène Carrière de l’Académie française en 1955

### liens externes
- Ressource relative à la vie publique :   - base Léonore
- Notice dans un dictionnaire ou une encyclopédie généraliste :   - Munzinger
- Notices d'autorité :   - VIAF
  - ISNI
  - BnF (données)
  - IdRef
  - LCCN
  - GND
  - Pays-Bas
  - Pologne
  - Israël
  - WorldCat